# La Bebelama de San Pedro
La Bebelama de San Pedro är en ort i Mexiko.   Den ligger i kommunen Navolato och delstaten Sinaloa, i den västra delen av landet, 1 100 km nordväst om huvudstaden Mexico City. La Bebelama de San Pedro ligger 26 meter över havet och antalet invånare är 943.
Terrängen runt La Bebelama de San Pedro är mycket platt. Runt La Bebelama de San Pedro är det ganska tätbefolkat, med 155 invånare per kvadratkilometer. Närmaste större samhälle är Culiacán, 18,7 km öster om La Bebelama de San Pedro. Trakten runt La Bebelama de San Pedro består till största delen av jordbruksmark.